# Liste der Einträge im National Register of Historic Places im Desha County
Die Liste der Registered Historic Places im Desha County führt alle Bauwerke und historischen Stätten im Desha County in Arkansas auf, die in das National Register of Historic Places aufgenommen wurden.

## Aktuelle Einträge
| Lfd. Nr. | Name                                          | Bild | Datum der Eintragung | Adresse/Lage                                                                                             | Ort           | ID-Nr.    | Beschreibung                                              |
| -------- | --------------------------------------------- | ---- | -------------------- | --- | ------------- | --------- | --------------------------------------------------------- |
| 1        | Arkansas City Commercial District             |      | 18. Feb. 1999        | um die Kreuzung von Desoto Ave. und Sprague St.                                                          | Arkansas      | 99000227  |                                                           |
| 2        | Arkansas City High School                     |      | 4. Okt. 1984         | Robert S. Moore und President St.                                                                        | Arkansas City | 84000005  |                                                           |
| 3        | Dante House                                   |      | 23. Jan. 2020        | 501 Court Street                                                                                         | Dumas         | 100004905 |                                                           |
| 4        | Desha County Courthouse                       |      | 12. Juli 1976        | Robert S. Moore Ave.                                                                                     | Arkansas City | 76000403  |                                                           |
| 5        | Dickinson-Moore House                         |      | 1. Feb. 2011         | 707 Robert S Moore Ave                                                                                   | Arkansas      | 10001192  |                                                           |
| 6        | Dumas Commercial Historic District            |      | 22. Mai 2007         | South Main St. zwischen Choctaw und Waterman St.                                                         | Dumas         | 07000446  |                                                           |
| 7        | Hubert & Ionia Furr House                     |      | 4. Feb. 2011         | 702 Desoto Ave.                                                                                          | Arkansas City | 10001197  |                                                           |
| 8        | Kemp Cotton Gin Historic District             |      | 1. Juni 2005         | Cty. Rd. 227 westlich der AR 1                                                                           | Rohwer        | 05000491  |                                                           |
| 9        | Jay Lewis House                               |      | 20. Jan. 2005        | 12 Fairview Dr.                                                                                          | McGehee       | 04001501  |                                                           |
| 10       | McGehee City Jail                             |      | 21. Jan. 2011        | südwestliche Ecke von S First St. und Pine St.                                                           | McGehee       | 10001149  |                                                           |
| 11       | McGehee National Guard Armory                 |      | 31. Mai 2006         | 1610 S. First St.                                                                                        | McGehee       | 06000441  |                                                           |
| 12       | McGehee Post Office                           |      | 19. Jan. 2010        | 201 N. Second St.                                                                                        | McGehee       | 09001245  |                                                           |
| 13       | McKennon-Shea House                           |      | 8. Juni 1993         | 206 Waterman St.                                                                                         | Dumas         | 93000485  |                                                           |
| 14       | Merchants & Farmers Bank                      |      | 22. Dez. 1982        | Ecke Waterman St. und Main St.                                                                           | Dumas         | 82000809  |                                                           |
| 15       | Missouri-Pacific Railroad Depot-McGehee       |      | 11. Juni 1992        | Railroad St.                                                                                             | McGehee       | 92000616  |                                                           |
| 16       | Missouri Pacific Railway Van Noy Eating House |      | 24. Jan. 2011        | südöstlich der Kreuzung von Seamans Dr. und Railroad St.                                                 | McGehee       | 10001154  |                                                           |
| 17       | Mound Cemetery                                |      | 24. Jan. 2008        | 800 m nördlich von Arkansas City an der Co. Rd. 351                                                      | Arkansas City | 07001426  |                                                           |
| 18       | Old Piney Cemetery                            |      | 11. Okt. 2022        | US 278, etwa 500 m westlich der Einmündung des Button Lake Trails, 150 m nördlich von der US 278 gelegen | Monticello    | 100008278 |                                                           |
| 19       | Parnell-Sharpe House                          |      | 28. Sep. 1989        | 302 N. Second St.                                                                                        | McGehee       | 89001594  |                                                           |
| 20       | R.A. Pickens II House                         |      | 29. Mai 2019         | 1 Pickens Pl.                                                                                            | Pickens       | 100003992 |                                                           |
| 21       | Xenophon Overton Pindall Law Office           |      | 10. Mai 1999         | Kreuzung von Capitol St. und Kate Adams St.                                                              | Arkansas City | 98000832  |                                                           |
| 22       | Rohwer Relocation Center Memorial Cemetery    |      | 6. Juli 1992         | AR 1 | Rohwer        | 92001882  | Hat außerdem den Status eines National Historic Landmarks |
| 23       | Rohwer Relocation Center Site                 |      | 30. Juli 1974        | AR 1 | Rohwer        | 74000474  |                                                           |
| 24       | Temple Meir Chayim                            |      | 22. Apr. 1999        | Kreuzung von 4th St. und Holly St.                                                                       | McGehee       | 99000470  |                                                           |
| 25       | Thane House                                   |      | 22. Dez. 1982        | Levy St. und First St.                                                                                   | Arkansas City | 82000810  |                                                           |
| 26       | Trippe Holly Grove Cemetery                   |      | 25. Juni 1999        | AR 4 / Crooked Bayou Rd., etwa 3 km südlich von McGehee                                                  | McGehee       | 99000729  |                                                           |
| 27       | Dr. J. D. Watts House                         |      | 9. Dez. 1994         | 205 W. Choctaw                                                                                           | Dumas         | 94001460  |                                                           |